# Алито, Сэмюэль
Сэмюэль Энтони (Самуи́л Анто́ний) Алито-младший (род. 1 апреля 1950, Трентон) — американский юрист, судья Верховного суда США с 2006 года. Имеет репутацию консерватора с либертарианским уклоном. Он является вторым судьёй итальянского происхождения в Верховном суде после Антонина Грегори Скалиа.

## Биография
По происхождению — из семьи итальянских эмигрантов. Окончил Принстонский университет (1972) и Йельскую школу права (1975). Работал на должности прокурора США; в феврале 1990 года президент Джордж Буш назначил его судьёй в 3-м Окружном Апелляционном Суде (Ньюарк, Нью-Джерси), в котором он работал на протяжении 13 лет. Католик, известен своими консервативными взглядами, в том числе по вопросам планирования семьи. В 2006 году его назначение в Верховный суд было одобрено в Сенате 58 голосами против 42.
В 2022 году Алито был главным автором решения ВС США по делу о конституционности права на аборт на федеральном уровне. Согласно документу за авторством судьи Сэмюэля Алито, решение 1973 года (по делу «Роу против Уэйда») было «непродуманным и ошибочным», из-за него появилось право, которое не упоминается в американской конституции. Данное решение вызвало серию протестов по всей стране.

## Личная жизнь
С 1985 года Алито женат на Марте-Энн Бомгарднер. У них двое взрослых детей: Филип и Лора.
Алито — бейсбольный фанат и давний поклонник «Филадельфии Филлис».